# Antarctic Science
Antarctic Science é uma revista científica  bimestral revisada por pares publicada pela Cambridge University Press, focando todos os aspectos da investigação científica na Antártica. Os editores-chefe são David W. H. Walton (British Antarctic Survey), Walker O. Smith (Virginia Instituto de Ciências Marinhas), Laurie Padman (Terra & do Espaço de Pesquisa), Alan Rodger (Universidade de Aberystwyth), e João Smellie (Universidade de Leicester).
Esta revista é uma continuação do "British Antarctic Survey BoletimISSN 0007-0262) publicados entre 1963 e 1988. Sob este título antigo a revista foi indexada em Resumos biológicos, Resumos químicos e GeoRef. Este jornal foi alterada para "Antarctic Science", em 1989.

## Abstração e indexação
Esta revista é indexada pelas seguintes serviços:
- Índice de citação científica
- Conteúdo Atual/ Agricultura, Biologia & Ciências do Ambiente
- Conteúdo Atual/ Física, Química  & Ciências da Terra
- Zoological Record
- BIOSIS Previews